# سباق أمستل الذهبي 2013
سباق أمستل الذهبي 2013 هو سباق دراجات هوائية أقيم في هولندا بتاريخ 14 أبريل 2013، تكون السباق من 1 مرحلة وامتدّ لمسافة 251. 8 كم بسرعة 38.214 كم/س، استغرق السباق 6 ساعة 35 دقيقة 21 ثانية. فاز به التشيكي رومان كريوزيجير وحلّ ثانيا أليخاندرو بالبيردي.

## الترتيب
| م                     | الدرّاج             | البلد   | الزمن                    |
| --------------------- | ------------------ | ------- | ------------------------ |
| الفائز بالترتيب العام | رومان كريوزيجير    | التشيك  | 6 ساعة 35 دقيقة 21 ثانية |
| الثاني                | أليخاندرو بالبيردي | إسبانيا |                          |